# Serliana

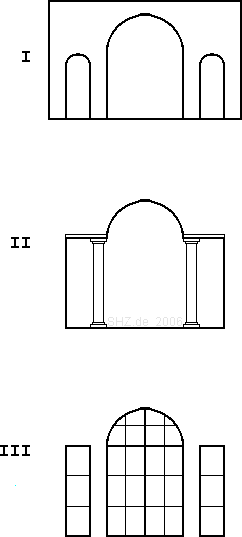
Rozwój okna weneckiego

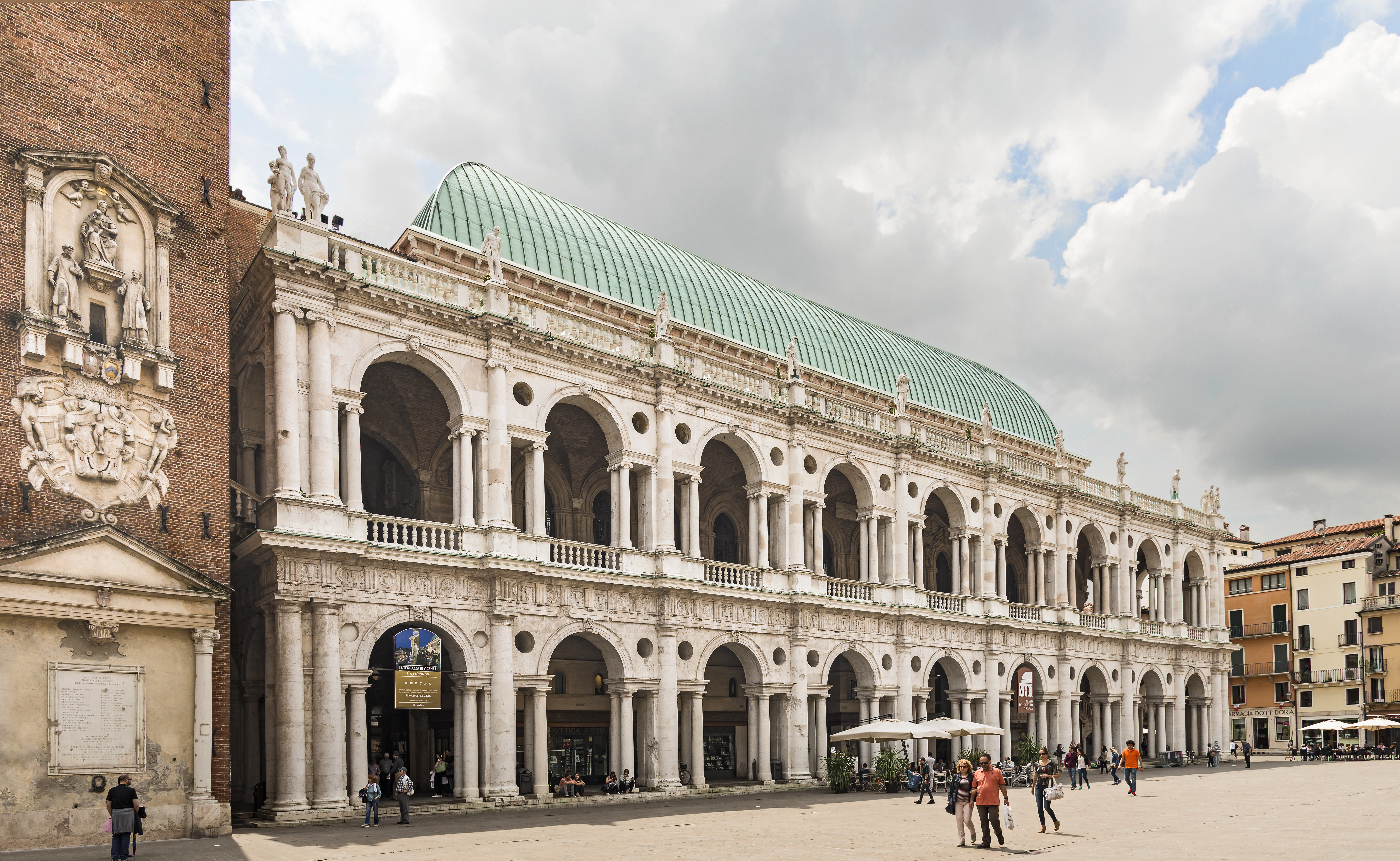
Andrea Palladio Palazzo della Ragione (1549) Vicenza we Włoszech

Serliana – okno weneckie, określane czasami jako palladiański motyw – element architektoniczny w postaci zwieńczonego łukiem otworu w ścianie oflankowanego dwoma mniejszymi prostokątnymi otworami.

## Pochodzenie
Ta struktura architektoniczna stosowana była już w starożytnym Rzymie w łukach triumfalnych. W dobie renesansu, została najpierw opisana przez Sebastiano Serlio (1475–1554) w dziele Architettura (1537) – stąd nazwa serliana. XVI-wieczni mistrzowie budowlani zaczęli ten antyczny motyw ponownie stosować. Okno weneckie światową sławę zawdzięcza jednak głównie Andrei Palladio, który stosował to rozwiązanie w swoich wczesnych budowlach np. w Palazzo della Ragione w  Vicenza – stąd również nazwa palladiański motyw.
Początkowo wysokość (promień łuku) okna miała odpowiadać jednej trzeciej wysokości bocznych prostokątów. Szybko jednak odstąpiono od tej zasady.
Symetria i trójdzielność okna weneckiego przypomina tryptyk ołtarzowy.

## Współczesność
W końcu wieku XIX stosowano często to rozwiązanie w neorenesansowych kamienicach mieszczańskich. W formie stylizowanej było stosowane przez architektów art déco. Dzisiaj pojawia się często jako cytat w nowo budowanych obiektach mieszkalnych i rezydencjach.

## Galeria

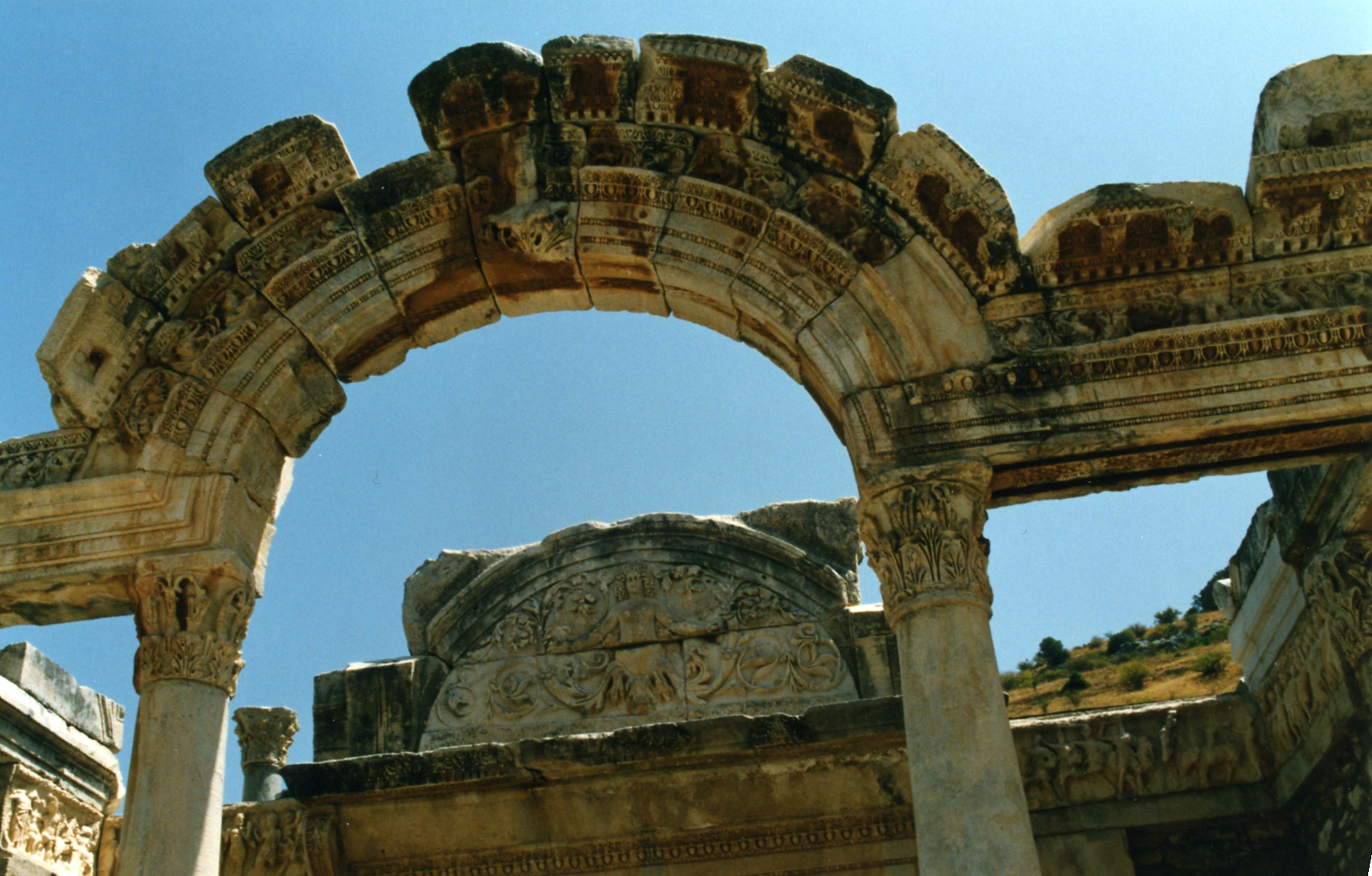
Antyczny pierwowzór w świątyni Hadriana w  Efezie
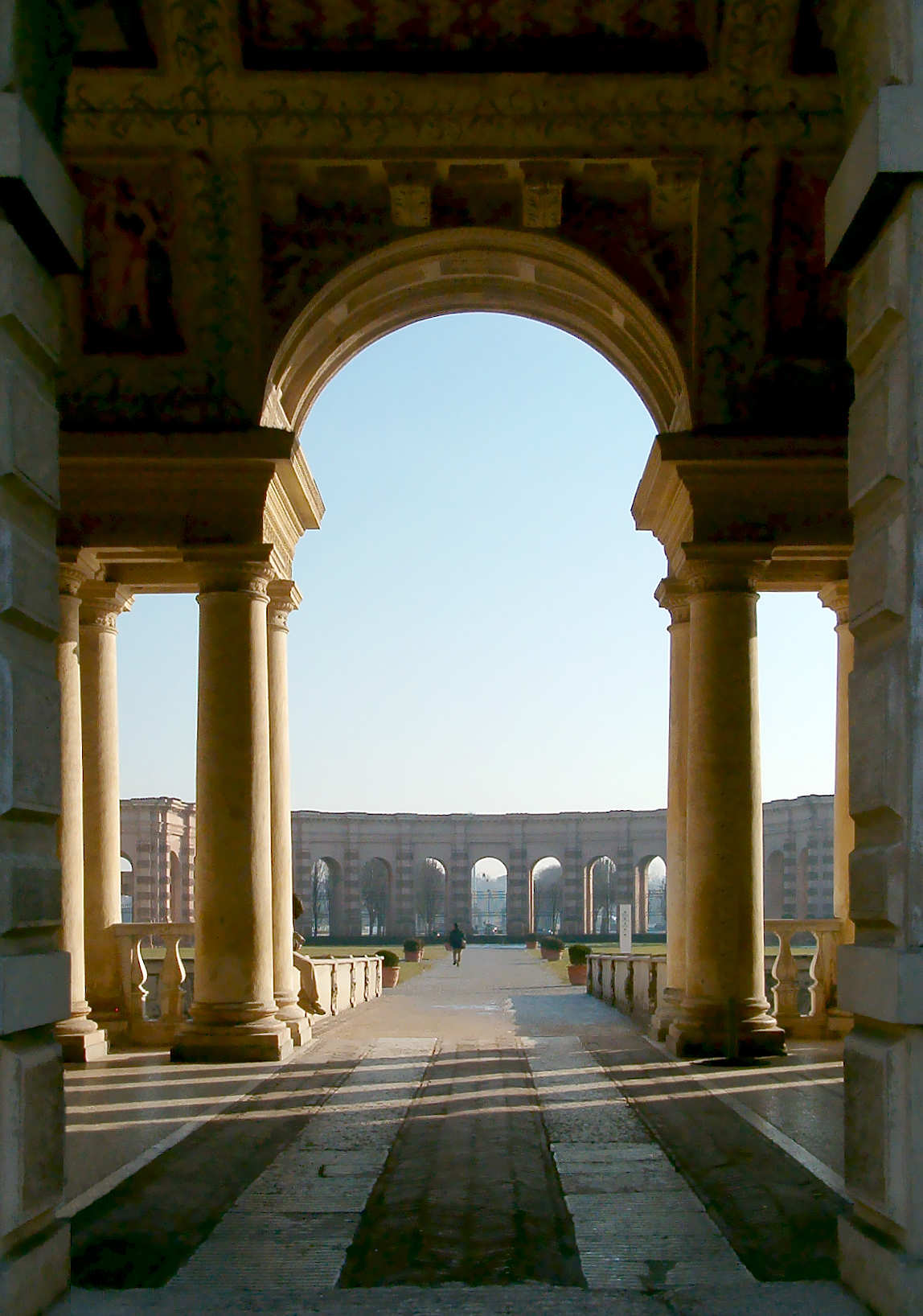
Palazzo del Te w Mantui
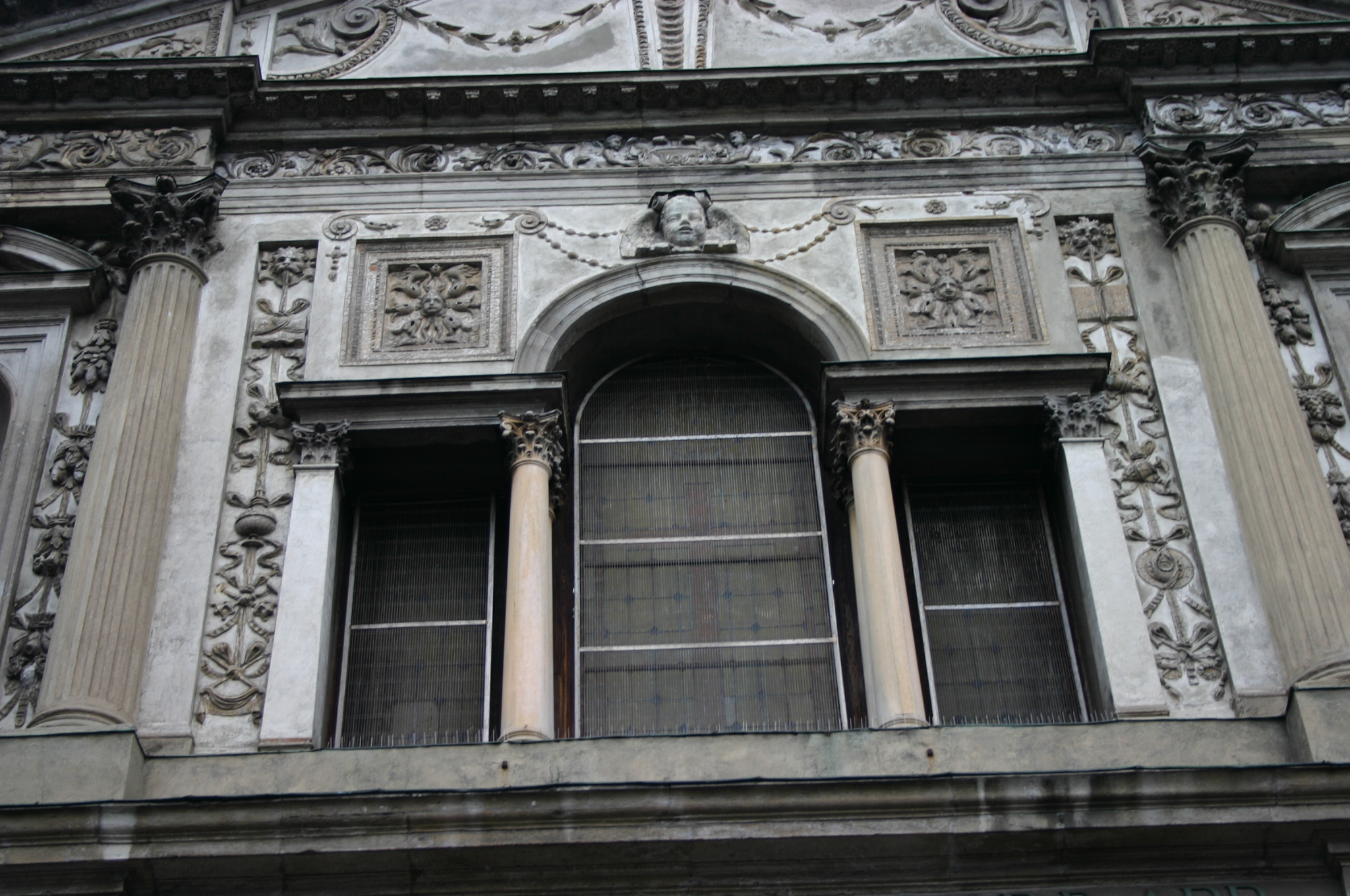
Santi Barnaba e Paolo w Mediolanie

## Literatura
- Wilfried Koch: Baustilkunde. München: Orbis, 1994. ISBN 3-572-00689-9. (niem.). Brak numerów stron w książce
- Lexikon der Kunst. T. 9. Erlangen: Karl Müller Verlag, 1994, s. 74. (niem.).